# Eupleurogrammus
Eupleurogrammus is een geslacht van straalvinnige vissen uit de familie van haarstaarten (Trichiuridae).

## Soorten
- Eupleurogrammus glossodon (Bleeker, 1860)
- Eupleurogrammus muticus (Gray, 1831)